# Stockholm Jazz Festival
Das Stockholm Jazz Festival ist ein alljährlich über eine Woche – lange Zeit Mitte Juli – in Stockholm seit 1980 stattfindendes Jazzfestival.

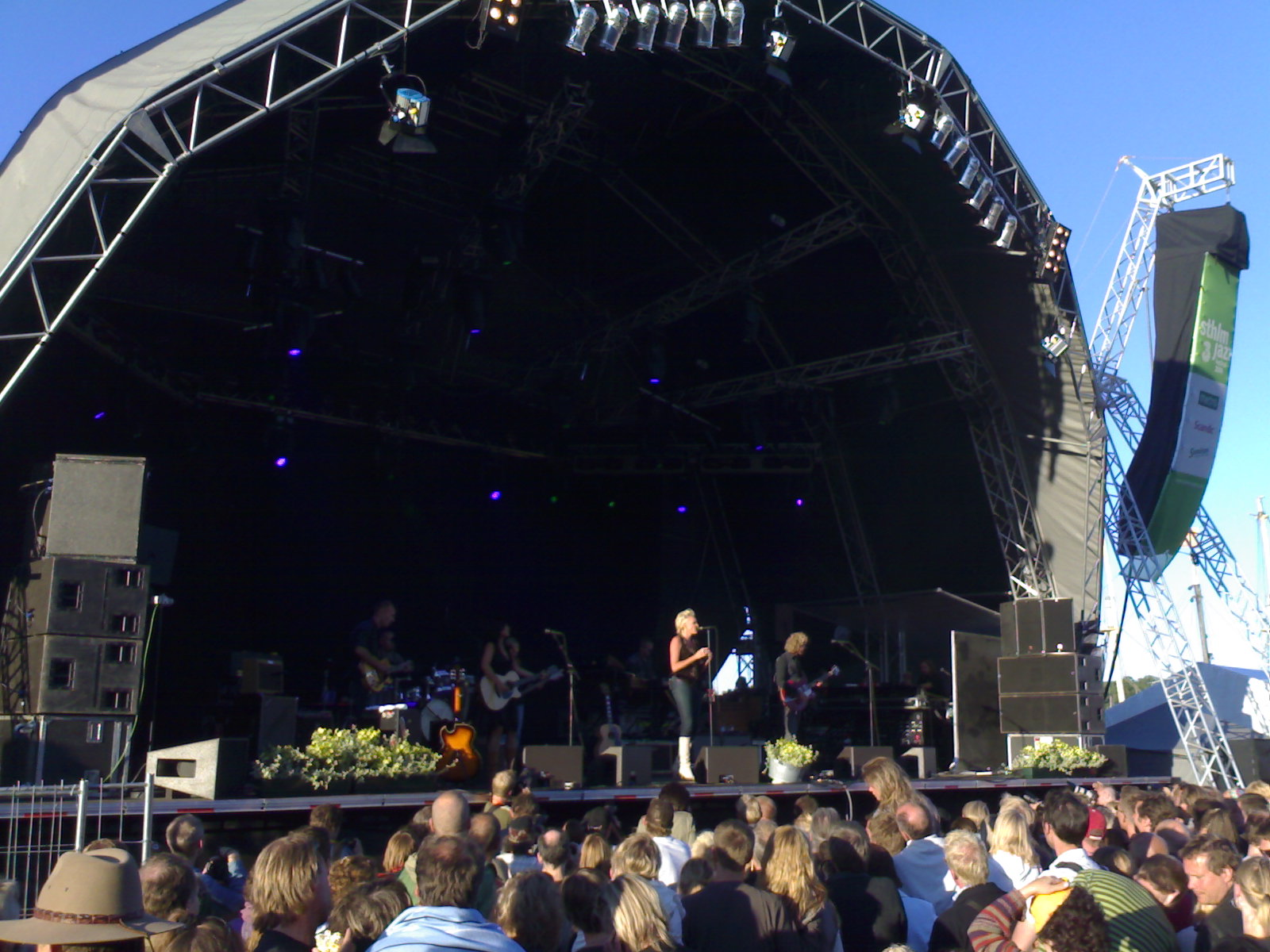
Eva Dahlgren auf dem Stockholm Jazz Festival 2006

Ursprünglich hieß es Stockholm Jazz- und Bluesfestival, später Stockholm Jazz Festival. Eine der Hauptspielstätten war der Hafenbezirk mit der Insel Skeppsholmen, und entsprechend gab es einen Festival-Pass. Seit 2012 finden die Konzerte im Stadtgebiet in door statt, insbesondere im Konserthusert, Kulturhuset und dem Fasching Jazzclub. Neben Jazz sind auch andere Musikrichtungen wie Rock, Blues vertreten. Es arbeitet mit dem Jazzfestival in Ystad Anfang August und mit dem Copenhagen Jazz Festival – das im Juli stattfindet – zusammen und wird von der Stadt unterstützt.
Gleich beim ersten Festival 1980 traten Musiker wie Dizzy Gillespie, Gerry Mulligan, Pharoah Sanders, Stan Getz, Ray Brown, Benny Carter und James Moody und von skandinavischer Seite Arne Domnérus, Svend Asmussen, Christer Boustedt und Georg Riedel.
In den nächsten Jahren konzertierten unter anderem Count Basie (1985) und Chet Baker (1983, 1985) auf und außerhalb des Jazz B. B. King, Joan Armatrading, Lauryn Hill und Van Morrison (1990, 2004). Aus Schweden spielten dort unter anderem das Esbjörn Svensson Trio, Nils Landgren Funk Unit, Peps Persson, Lisa Ekdahl, Monica Zetterlund und Viktoria Tolstoy.
2013 findet das Festival im Oktober statt; geplant sind Auftritte von unter anderem Carla Bley, Cassandra Wilson mit Harriet Tubman, Cindy Blackman, Lina Nyrberg mit der Norrbotten Big Band und Avishai Cohen.
Im Jazzathon findet eine ununterbrochene Jam-Session mit jeweils über hundert Musikern über fünf Tage hinweg im Clarion Hotel statt, in freier Improvisation. Es begann 2008 als Versuch, den Weltrekord zu brechen.